# Stillwater (hrabstwo Saratoga)
Stillwater – wieś w Stanach Zjednoczonych, w stanie Nowy Jork, w hrabstwie Saratoga.